# Hyperius densiventris
Hyperius densiventris är en skalbaggsart som beskrevs av Leon Fairmaire 1878. Hyperius densiventris ingår i släktet Hyperius och familjen Melolonthidae. Inga underarter finns listade i Catalogue of Life.